# Archivo corrupto

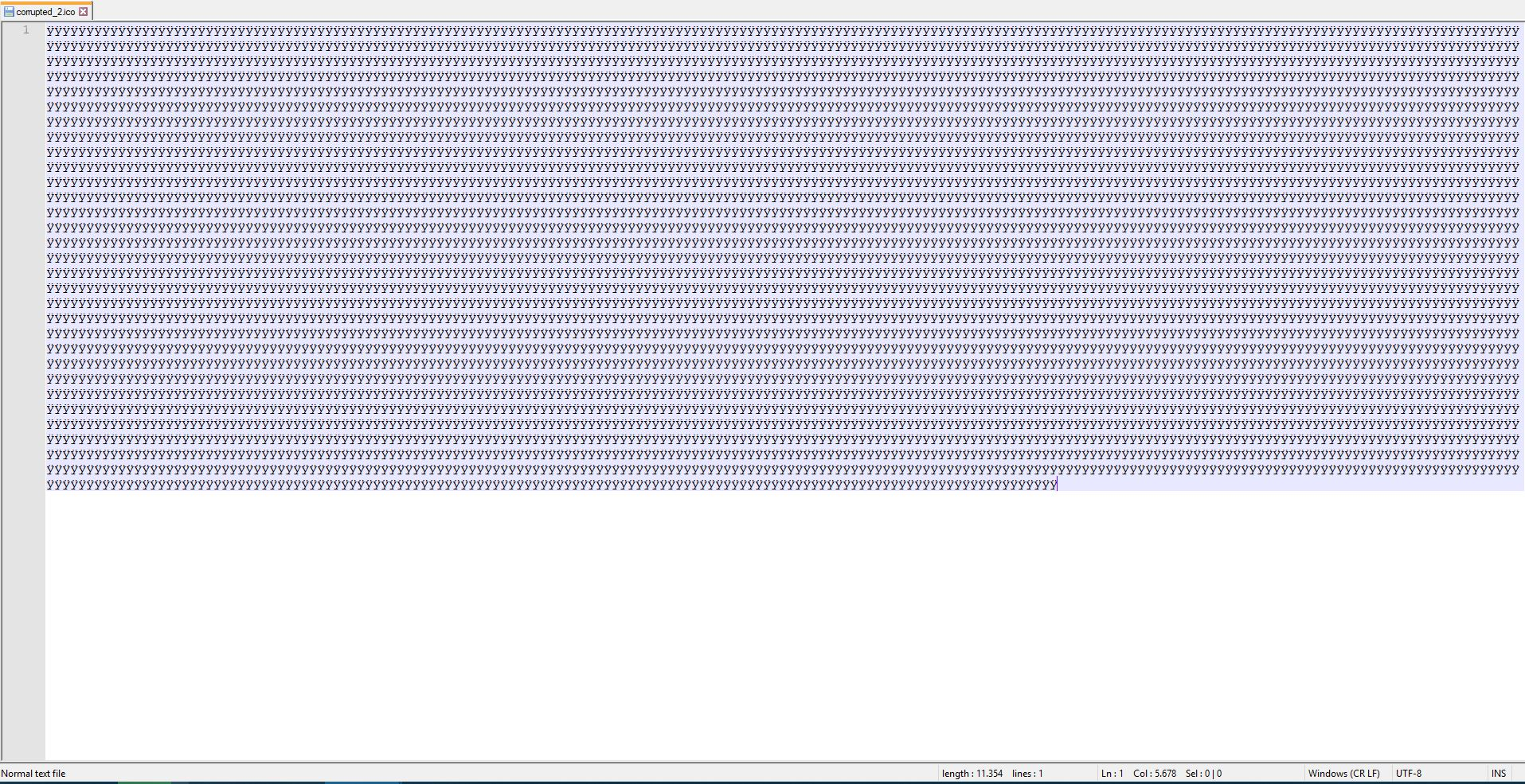
Ejemplo de un archivo .ico corrupto al ser abierto por un editor de texto, como Notepad++

En informática, un archivo dañado o archivo corrupto es un archivo informático cuyo contenido lógico está organizado físicamente de una manera no apropiada, faltan datos o estos no son válidos, provocando mal funcionamiento en las distintas aplicaciones que hacen uso de él, o la incapacidad de consultarlo por parte del usuario.
Los archivos pueden corromperse por una variedad de razones, como ataques de virus, mal funcionamiento del sistema operativo, mal funcionamiento de las aplicaciones que lo utilizan, errores de transmisión, etc.
También los archivos corruptos se pueden deber a los diversos sistemas de protección de copia, que los generan espuriamente si un CD o DVD es copiado.
Para saber si un archivo se ha dañado en una transmisión suele utilizarse alguno de los métodos de Hashing como el MD5.
- Datos: Q5703020